# Ken Burton (cầu thủ bóng đá)
Kenneth Burton (sinh ngày 11 tháng 2 năm 1950) là một cựu cầu thủ bóng đá người Anh thi đấu ở Football League cho Chesterfield, Halifax Town, Peterborough United và Sheffield Wednesday.